# Eumargarodes laingi
Eumargarodes laingi (лат.) — вид полужесткокрылых из семейства гигантские и карминоносные червецов, единственный представитель рода Eumargarodes.

## Описани
Самки обладают овальным телом длиной около 5 мм. Покровы тела нежные, с многочисленными небольшими сосочками. Усики состоят из 9-10-члеников. Второй и третий членики могут частично или полностью сливаться. Дыхальца на груди с хорошо выраженным наружным краем, перепонка на нем отсутствует.

## Образ жизни и меры борьбы
Личинки питаются внутри вздутиях (цистах) на корнях сахарного тростника и других злаков. Цисты концентрируются в верхнем слое почвы до 20 см, изредка встречаясь до глубины 50 см. Развитие продолжается в течение двух лет. Самки вылетают с сентября по февраль, максимум численности отмечается в ноябрь и декабре. Они откладывают около 600 яиц на поверхность почвы. Ущерб от этого вредителя в Австралии. В 1990 году материальный ущерб был от этого вредителя оценён в 0,9 млн австралийских долларов. Для борьбы с ним используют раннюю вспашку, чередования посевов парами, а также подбор устойчивых сортов.

## Распространение
Вид обнаружен в Австралии и южных штатах США (Флориде, Джорджии и Алабаме).